# Liste der Baudenkmäler in Baunach

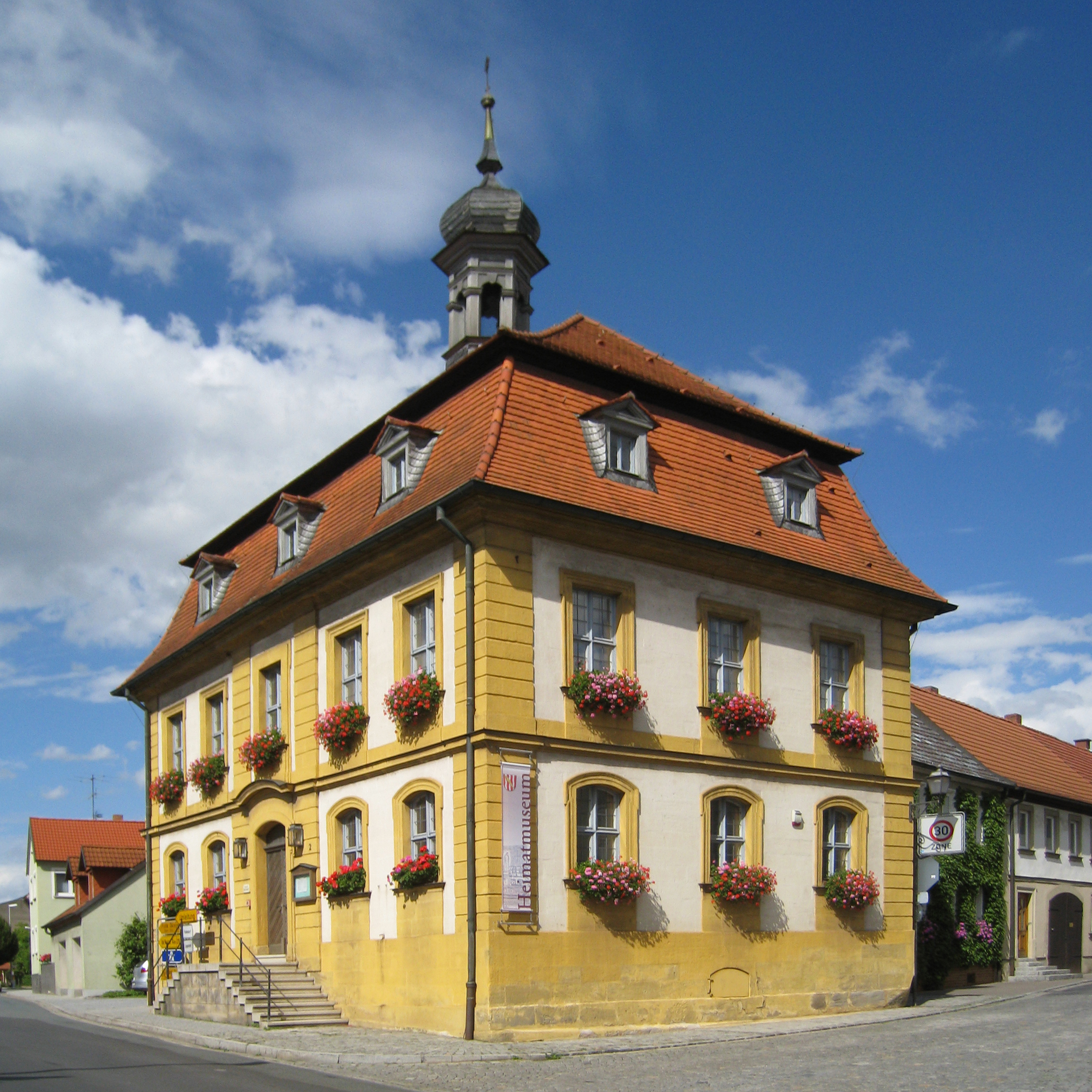
Das alte Rathaus in Baunach

Auf dieser Seite sind die Baudenkmäler in der oberfränkischen Stadt Baunach zusammengestellt. Diese Tabelle ist eine Teilliste der Liste der Baudenkmäler in Bayern. Grundlage ist die Bayerische Denkmalliste, die auf Basis des Bayerischen Denkmalschutzgesetzes vom 1. Oktober 1973 erstmals erstellt wurde und seither durch das Bayerische Landesamt für Denkmalpflege geführt wird. Die folgenden Angaben ersetzen nicht die rechtsverbindliche Auskunft der Denkmalschutzbehörde.

## Ensemble Marktplatz

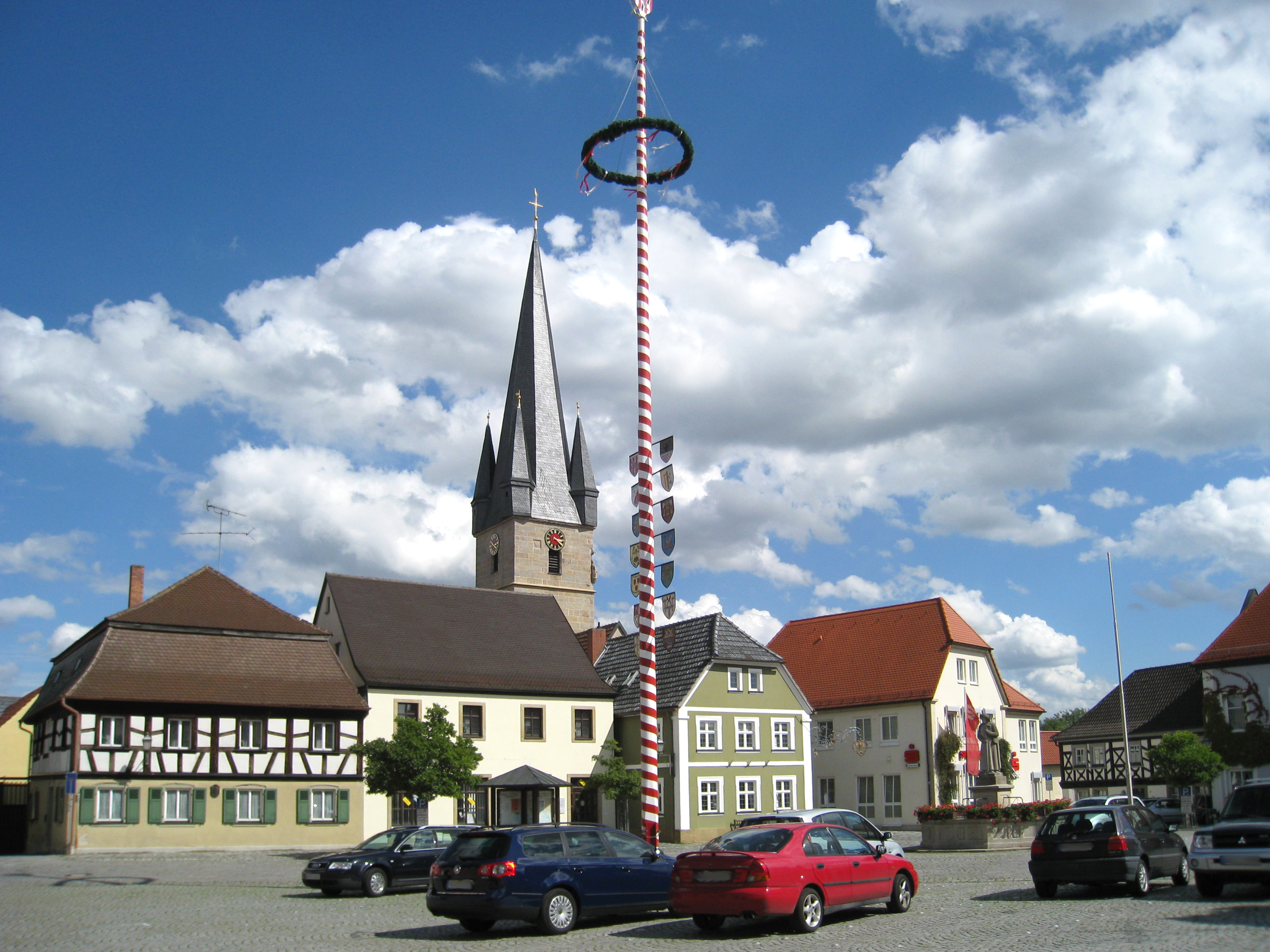
Marktplatz in Baunach

Baunach, am Zusammenfluss der namengebenden Baunach, der Lauter und der Itz gelegen, wurde 804 erstmals erwähnt und erhielt 1328 Stadtrecht bzw. 1341 das volle Befestigungs- und Marktrecht.
Die Tatsache, dass zu Beginn des 19. Jahrhunderts der Ort wieder Markt wurde und erst 1954 den Titel Stadt zurückerhielt, wird von dem kaum städtisch ausgeprägten Aussehen des Gemeinwesens illustriert. Die Befestigung war bereits im Dreißigjährigen Krieg weitgehend eingegangen. Das Ensemble Marktplatz, das insbesondere die Geschichte Baunachs als Marktort anschaulich macht, umfasst den Bereich zwischen Pfarrkirche im Osten und Rathaus im Westen. Das Rathaus, ein Mansarddachbau von 1744, erhebt sich auf dem ehemaligen Schlosshügel, wo das Schloss Schadeck des Edelsgeschlechtes derer von Baunach gestanden hatte. Der Bereich von Kirche und ehemaligem Friedhof, vom Markt abseits östlich gegen die Baunach gerückt, bewahrt die Abgeschiedenheit des ehemals eigens ummauerten Kirchhofs, die auch nach der modernen Erweiterung der Pfarrkirche erhalten geblieben ist. Der stattliche Kirchturm mit seinen charakteristischen Scharwachttürmchen beherrscht das gesamte Stadtbild und insbesondere den Marktplatz und die zu ihm führende Marquard-Roppelt-Straße. Um den trapezförmigen Marktplatz lagen die alten Baunacher Höfe. Diese zum Teil stattlichen Anwesen, häufig Fachwerkbauten des 16.–18. Jahrhunderts, umgrenzen den Platz und schaffen einen Platzraum von hoher Geschlossenheit.
Aktennummer: E-4-71-115-1

## Stadtbefestigung
| Lage                        | Objekt     | Beschreibung                                     | Akten-Nr.    | Bild           |
| --------------------------- | ---------- | ------------------------------------------------ | ------------ | -------------- |
| Am Stadtgraben 4 (Standort) | Stadtmauer | Reste der Stadtbefestigung, spätmittelalterlich. | D-4-71-115-1 | weitere Bilder |

## Baudenkmäler nach Ortsteilen

### Baunach
| Lage | Objekt                                                                   | Beschreibung | Akten-Nr.               | Bild                 |
| --- | ------------------------------------------------------------------------ | --- | ----------------------- | -------------------- |
| Am Ellersgraben; der Dorgendorfer Weg, am Ellesgraben außerhalb des Ortes in Richtung Reckendorf (Standort) | Wegkapelle                                                               | Sogenannte Kapelle Maria Kulm, Giebeldach mit Vorhalle, 1751 | D-4-71-115-49 Wikidata  | BW                   |
| Augraben 6 (Standort)                                                                                       | Wohnhaus                                                                 | Eingeschossiger Fachwerkbau mit Halbwalmdach, Anfang 19. Jahrhundert | D-4-71-115-3 Wikidata   | weitere Bilder       |
| Bahnhofstraße (Standort)                                                                                    | Brücke über die Baunach                                                  | Sandstein, dreibogig, 1856 | D-4-71-115-4 Wikidata   | weitere Bilder       |
| Bahnhofstraße; Ketschweg am Bahnhof (Standort)                                                              | Kruzifix                                                                 | Sandstein, bezeichnet mit „1863“ | D-4-71-115-50 Wikidata  | weitere Bilder       |
| Bahnhofstraße 1 (Standort)                                                                                  | Ackerbürgerhaus                                                          | Stattlicher, zweigeschossiger Walmdachbau, massiv und verputzt, bezeichnet mit „1720“ | D-4-71-115-5 Wikidata   | weitere Bilder       |
| Bahnhofstraße 16 (Standort)                                                                                 | Ehemaliger Bahnhof, Stationsgebäude                                      | Zweigeschossiges Stationsgebäude mit Walmdach, Bossenquader und Putz; 1904 | D-4-71-115-83 Wikidata  | weitere Bilder       |
| Bahnhofstraße 16 (Standort)                                                                                 | Ehemaliger Bahnhof, nördlicher Güterschuppen                             | Zwei Güterschuppen, Fachwerk, verbrettert, Satteldach; 1904 | D-4-71-115-83           | weitere Bilder       |
| Bahnhofstraße 16 (Standort)                                                                                 | Ehemaliger Bahnhof, südlicher Güterschuppen                              | Zwei Güterschuppen, Fachwerk, verbrettert, Satteldach; 1904 | D-4-71-115-83           | BW                   |
| Bahnhofstraße 16 (Standort)                                                                                 | Ehemaliger Bahnhof, Toilettenhäuschen                                    | Bossenquader und Putz, Walmdach; 1904 | D-4-71-115-83 zugehörig | weitere Bilder       |
| Burgstraße 2 (Standort)                                                                                     | Ehemaliges Rathaus                                                       | Freistehender, zweigeschossiger Mansardwalmdachbau mit Dachreiter, massiv und verputzt, gequaderte Ecklisenen und Brüstungsfelder, Freitreppe, in der Art Johann Jakob Michael Küchels, Rokoko, 1744; Teil des Ensembles Marktplatz | D-4-71-115-7 Wikidata   | weitere Bilder       |
| Burgstraße 18 (Standort)                                                                                    | Hofeinfahrt                                                              | Drei Sandsteinpfosten mit Aufsätzen, Brunnenhäuschen, barock, bezeichnet mit „1725“ | D-4-71-115-8 Wikidata   | weitere Bilder       |
| Burgstraße 18 (Standort)                                                                                    | Fachwerkstadel                                                           | Satteldach, 18. Jahrhundert | D-4-71-115-8            | BW                   |
| Schmierofen (Standort)                                                                                      | Brunnen                                                                  | Brunnenstock aus Sandsteinquadern und Auffangbecken aus Gusseisen, Ende 19. Jahrhundert | D-4-71-115-52 Wikidata  | Brunnen              |
| Haßbergstraße 32 (Standort)                                                                                 | Obere Mühle                                                              | Zweigeschossiger Walmdachbau, Obergeschoss teilweise Fachwerk, verschieferter Dachaufbau mit abgewalmtem Dach, erste Hälfte 19. Jahrhundert, im Kern 17./18. Jahrhundert                                                            | D-4-71-115-10 Wikidata  | BW                   |
| Haßbergstraße 45, gegenüber Nr. 34 (Standort)                                                               | Wegkreuz                                                                 | Sandstein, neugotisch, 19. Jahrhundert | D-4-71-115-11 Wikidata  | BW                   |
| Klostergasse 2 (Standort)                                                                                   | Bauernhaus                                                               | Zweigeschossiger Walmdachbau, verputzt | D-4-71-115-12 Wikidata  | weitere Bilder       |
| Klostergasse 2 (Standort)                                                                                   | Fachwerkstadel                                                           | Satteldach; Mitte 18. Jahrhundert | D-4-71-115-12 zugehörig | weitere Bilder       |
| Magdalenenweg; bei der Brücke (Standort)                                                                    | Statue des heiligen Johann Nepomuk                                       | Sandstein, um 1730 | D-4-71-115-16 Wikidata  | weitere Bilder       |
| Magdalenenweg 8; am Aufstieg zur Kapelle (Standort)                                                         | Kreuzweg-Altar                                                           | Sandstein, mit Nischenmauer, spätmittelalterlich | D-4-71-115-17 Wikidata  | Kreuzweg-Altar       |
| Marktplatz 1 (Standort)                                                                                     | Gasthof Obley-Hof                                                        | Umfangreiche Hofanlage, segmentförmige Tordurchfahrt, Fachwerkobergeschoss, Halbwalmdach, erste Hälfte 18. Jahrhundert mit älterem Kern                                                                                             | D-4-71-115-23 Wikidata  | weitere Bilder       |
| Marktplatz 4 (Standort)                                                                                     | Ackerbürgerhaus                                                          | Eingeschossiger Schopfwalmdachbau mit Fachwerkgiebel, erste Hälfte 19. Jahrhundert | D-4-71-115-24 Wikidata  | BW                   |
| Marktplatz 6 (Standort)                                                                                     | Wohnhaus                                                                 | Obergeschoss und Giebel Fachwerk, Satteldach, zweite Hälfte 18. Jahrhundert | D-4-71-115-25 Wikidata  | weitere Bilder       |
| Marktplatz 7 (Standort)                                                                                     | Wohnhaus                                                                 | Obergeschoss und Giebel Fachwerk, Wetterdach über Tordurchfahrt, Satteldach, 18. bis 19. Jahrhundert | D-4-71-115-26 Wikidata  | weitere Bilder       |
| Marktplatz 8 (Standort)                                                                                     | Ehemaliges Kastenamt, jetzt Gasthof Zur Schwane, sogenanntes Gloccenhaus | Zweigeschossiger Satteldachbau, Obergeschoss und Giebel Fachwerk, 1432/33 (dendrochronologisch datiert), Giebel 1560/61 (dendrochronologisch datiert) erneuert, im Süden Mitte 19. Jahrhundert erweitert                            | D-4-71-115-27 Wikidata  | weitere Bilder       |
| Marquard-Roppelt-Straße 1 (Standort)                                                                        | Hofmauer und Rückgebäude                                                 | Sandsteinquader und Fachwerk, 19. Jahrhundert | D-4-71-115-27           | weitere Bilder       |
| Marktplatz 9 (Standort)                                                                                     | Gasthaus zum Hirschen                                                    | Massiver, zweigeschossiger Walmdachbau, um 1800, erneuert | D-4-71-115-28 Wikidata  | weitere Bilder       |
| Marktplatz 10 (Standort)                                                                                    | Kruzifix                                                                 | Holz, 18. Jahrhundert, wohl ehemaliges Friedhofskreuz, Teil der mittelalterlichen Kirchhofmauer | D-4-71-115-29 Wikidata  | weitere Bilder       |
| Marktplatz 10, 12 (Standort)                                                                                | Kirchhofummauerung                                                       | Mittelalterlich | D-4-71-115-30           | weitere Bilder       |
| Marktplatz 12 (Standort)                                                                                    | Ehemaliges Beinhaus und Friedhofskapelle                                 | Satteldachbau mit Fachwerkobergeschoss, spätgotisch, bezeichnet mit „1543“, Kelleranbau balkonartig überbaut; im Zuge der Kirchhofummauerung hinter der Pfarrkirche                                                                 | D-4-71-115-31 Wikidata  | weitere Bilder       |
| Marktplatz 13 (Standort)                                                                                    | Katholische Pfarrkirche St. Oswald                                       | Viergeschossiger Spitzhelmturm mit Scharwachttürmchen und Chor 15./16. Jahrhundert, Kirchhaus modern; mit Ausstattung, Fastentuch um 1670                                                                                           | D-4-71-115-30 Wikidata  | weitere Bilder       |
| Marktplatz 15 (Standort)                                                                                    | Wohnhaus                                                                 | Zweigeschossiger, giebelständiger Schopfwalmdachbau, massiv und verputzt, Mitte 18. Jahrhundert | D-4-71-115-32 Wikidata  | weitere Bilder       |
| Marktplatz 17 (Standort)                                                                                    | Wohnhaus                                                                 | Zweigeschossiger Mansardwalmdachbau, Erdgeschossfenster mit Segmentstürzen, Fachwerkobergeschoss, Mitte 18. Jahrhundert | D-4-71-115-33 Wikidata  | weitere Bilder       |
| Mühlgasse 6 (Standort)                                                                                      | Schopfenmühle                                                            | Zweigeschossiger Satteldachbau, Obergeschoss und Giebel Fachwerk, im Kern 18. Jahrhundert | D-4-71-115-35 Wikidata  | weitere Bilder       |
| Nähe Am Stadtgraben (Standort)                                                                              | Bildstock                                                                | Sandstein, nach oben verjüngter Rundschaft, vierseitiger Aufsatz mit bekrönendem Eisenkreuz, um 1700 | D-4-71-115-47 Wikidata  | weitere Bilder       |
| Nähe Bahnhofstraße (Standort)                                                                               | Bildstock                                                                | Sandstein, dorische Säule, vierseitiger Aufsatz mit Muschelabschluss, um 1750, Tafeln im Aufsatz 1989 | D-4-71-115-86 Wikidata  | weitere Bilder       |
| Nähe Kapellenweg; bei der Kapelle (Standort)                                                                | Freikanzel                                                               | Sandstein, 16. Jahrhundert | D-4-71-115-15 Wikidata  | Freikanzel           |
| Nähe Kapellenweg (Standort)                                                                                 | Kreuzschlepper                                                           | Sandstein, auf Postament, bezeichnet „1743“ | D-4-71-115-18 Wikidata  | Kreuzschlepper       |
| Nähe Kapellenweg (Standort)                                                                                 | Christus in der Rast                                                     | Sandstein, auf spätmittelalterlicher Altarmensa | D-4-71-115-19 Wikidata  | Christus in der Rast |
| Nähe Karl-Krimm-Straße; auf dem Friedhof (Standort)                                                         | Kreuzigungsgruppe                                                        | Sandstein, 19. Jahrhundert | D-4-71-115-82           | BW                   |
| Nähe Kutscherweg; am westlichen Ortsausgang nach Godeldorf, versetzt und mehrfach erneuert (Standort)       | Kruzifix                                                                 | Sandstein, bezeichnet mit „1864“ | D-4-71-115-51 Wikidata  | Kruzifix             |
| Nähe Magdalenenweg; bei Nr. 6 (Standort)                                                                    | Nischenbau                                                               | Sandstein, um 1515, mit spätgotischem Holzkruzifix | D-4-71-115-21 Wikidata  | weitere Bilder       |
| Nähe Magdalenenweg (Standort)                                                                               | Fragment eines Ölberg-Christus                                           | Sandstein, 18. Jahrhundert; bei der Kapelle | D-4-71-115-14 Wikidata  | BW                   |
| Nähe Magdalenenweg (Standort)                                                                               | Katholische Wallfahrtskapelle St. Magdalena                              | Sandsteinquader, eingezogener Chor 1431(d), quadratisches, mit Streben besetztes Langhaus, Saalbau, Satteldach mit Dachreiter, 1475 (dendrochronologisch datiert); mit Ausstattung                                                  | D-4-71-115-13 Wikidata  | weitere Bilder       |
| Nähe Überkumstraße; in der Grünanlage (Standort)                                                            | Hoftorgerüst                                                             | Schlosstor, Sogenannte Hölzerne Männer, mit figürlichen Darstellungen, bezeichnet mit „1710“ | D-4-71-115-2 Wikidata   | Hoftorgerüst         |
| Nähe Überkumstraße (Standort)                                                                               | Scheune                                                                  | Südlicher Teil eines Fachwerkstadels, eingeschossig, mit Satteldach, 1524 (dendro. dat.), 1752/54 (dendro. dat.) nach Süden erweitert, westliche Traufwand später erneuert                                                          | D-4-71-115-96           | BW                   |
| Örtleinsweg 2 (Standort)                                                                                    | Wohnstallhaus                                                            | Wohnteil zweigeschossig, massiv und verputzt, Satteldach | D-4-71-115-36 Wikidata  | weitere Bilder       |
| Örtleinsweg 2 (Standort)                                                                                    | Wohnstallhaus                                                            | Stallteil mit Fachwerk, Satteldach; erste Hälfte 19. Jahrhundert | D-4-71-115-36 zugehörig | weitere Bilder       |
| Überkumstraße 2 (Standort)                                                                                  | Wohnhaus                                                                 | Giebelständiger Halbwalmdachbau, Obergeschoss und Giebel Fachwerk, Ende 18. Jahrhundert, Erdgeschoss durch Ladeneinbau verändert, Teil des Ensembles Marktplatz                                                                     | D-4-71-115-37 Wikidata  | weitere Bilder       |
| Überkumstraße 5 (Standort)                                                                                  | Fachwerkstadel                                                           | Satteldach, 18. Jahrhundert | D-4-71-115-39           | weitere Bilder       |
| Überkumstraße 7 (Standort)                                                                                  | Wohnhaus                                                                 | Zweigeschossiger, giebelständiger Satteldachbau, Sandstein und Fachwerk, Gurtgesims mit Steinmetzzeichen, neu verputzt, im Kern 16. Jahrhundert                                                                                     | D-4-71-115-40 Wikidata  | Wohnhaus             |
| Überkumstraße 32 (Standort)                                                                                 | Ehemaliger bischöflicher Kastenhof, heute Seniorenheim                   | Zweigeschossiger Halbwalmdachbau, gegen den Hof dreigeschossiger, quadratischer Treppenturm mit welscher Haube, massiv und verputzt, von Johann Leonhard Dientzenhofer, barock, bezeichnet mit „1689“                               | D-4-71-115-41 Wikidata  | weitere Bilder       |
| Überkumstraße 32 (Standort)                                                                                 | Ehemaliger bischöflicher Kastenhof                                       | Mauer mit Torbogen bezeichnet mit „1717“ | D-4-71-115-41 zugehörig | weitere Bilder       |
| Wehrgasse 2 (Standort)                                                                                      | Ehemaliger Bauernhof                                                     | Wohnhaus, zweigeschossiger Walmdachbau, Fachwerkobergeschoss, Mitte 18. Jahrhundert | D-4-71-115-42 Wikidata  | weitere Bilder       |
| Wehrgasse 2 (Standort)                                                                                      | Ehemaliger Bauernhof                                                     | Stadel, Sandstein und Fachwerk, Satteldach | D-4-71-115-42 zugehörig | weitere Bilder       |
| Würzburger Straße 7 (Standort)                                                                              | Großbauernhaus                                                           | Obergeschoss Fachwerk, teilweise verschiefert, Satteldach, 17./18. Jahrhundert | D-4-71-115-44 Wikidata  | weitere Bilder       |
| Würzburger Straße 7; Ecke Schweizergasse (Standort)                                                         | Stadel                                                                   | Sandstein, Krüppelwalmdach mit Fledermausgauben, Anfang 19. Jahrhundert | D-4-71-115-44 zugehörig | BW                   |
| Würzburger Straße 11 (Standort)                                                                             | Ehemalige Mühle                                                          | Zweieinhalbgeschossiger Satteldachbau, Fachwerk, Erdgeschoss Sandstein, bezeichnet „1751“, verändert Ende 19. Jahrhundert | D-4-71-115-45 Wikidata  | weitere Bilder       |
| Würzburger Straße 11 (Standort)                                                                             | Ehemalige Mühle                                                          | Stadel und Stallung, Sandstein und Fachwerk, Satteldach, Mitte 18. Jahrhundert | D-4-71-115-45 zugehörig | weitere Bilder       |
| Würzburger Straße 11 (Standort)                                                                             | Ehemalige Mühle                                                          | Nebengebäude, Sandstein und Fachwerk, Satteldach, Mitte 18. Jahrhundert | D-4-71-115-45 zugehörig | BW                   |
| Nähe Zentweg (Standort)                                                                                     | Ehemaliger Zehntstadel                                                   | Giebelständiger Fachwerkbau mit Satteldach, fürstbischöfliches Wappen, erste Hälfte 18. Jahrhundert | D-4-71-115-46 Wikidata  | weitere Bilder       |

### Daschendorf
| Lage                                                                                       | Objekt                                | Beschreibung                                                                                                 | Akten-Nr.               | Bild                                  |
| ------------------------------------------------------------------------------------------ | ------------------------------------- | --- | ----------------------- | ------------------------------------- |
| Alte Dorfstraße 1 (Standort)                                                               | Katholische Filialkirche St. Trinitas | Dreiseitig geschlossen, Satteldach mit Dachreiter, 1698; mit Ausstattung                                     | D-4-71-115-53 Wikidata  | Katholische Filialkirche St. Trinitas |
| Kapellrangen; vor der Kirche (Standort)                                                    | Brunnen                               | Sandstein, viereckig, Auslauf Gusseisen, 18. Jahrhundert                                                     | D-4-71-115-54 Wikidata  | weitere Bilder                        |
| Alte Dorfstraße 2 (Standort)                                                               | Zwergschulhaus                        | Zweiklassig, massiver, zweigeschossiger Satteldachbau, Lehrerwohnung mit Fachwerk, vor 1900                  | D-4-71-115-55 Wikidata  | Zwergschulhaus                        |
| Alte Dorfstraße 3 (Standort)                                                               | Schloss                               | Zweigeschossiger Walmdachbau, massiv und verputzt, um 1800                                                   | D-4-71-115-57 Wikidata  | weitere Bilder                        |
| Alte Dorfstraße 3 (Standort)                                                               | Inschrift                             | Gusseiserne Tafel, bezeichnet mit 1720                                                                       | D-4-71-115-57 zugehörig | weitere Bilder                        |
| Alte Dorfstraße 3 (Standort)                                                               | Orangerie                             | Mitte 18. Jahrhundert                                                                                        | D-4-71-115-57 zugehörig | weitere Bilder                        |
| Alte Dorfstraße 3 (Standort)                                                               | Fachwerkremise                        | Mit Krüppelwalmdach, 18. Jahrhundert                                                                         | D-4-71-115-57 zugehörig | weitere Bilder                        |
| Alte Dorfstraße 3 (Standort)                                                               | Brunnenhaus                           | Mit drei Sandsteinsäulen, 18. Jahrhundert                                                                    | D-4-71-115-57 zugehörig | BW                                    |
| Alte Dorfstraße 8 (Standort)                                                               | Ehemaliger Gasthof Gunnermann         | Zweigeschossiger Walmdachbau, verputzt, Mitte 19. Jahrhundert                                                | D-4-71-115-56 Wikidata  | weitere Bilder                        |
| Au; einen Kilometer westlich des Ortes (Standort)                                          | Bildnische                            | Sockel Sandsteinquader, neugotisch, Mitte 19. Jahrhundert                                                    | D-4-71-115-59 Wikidata  | weitere Bilder                        |
| Au; Itzgrundstraße; an der Straße nach Baunach, ca. einen Kilometer vor dem Ort (Standort) | Kruzifix                              | Sandstein, bezeichnet mit „1875“                                                                             | D-4-71-115-58 Wikidata  | weitere Bilder                        |
| Daschendorf Itz (Standort)                                                                 | Wiesenbewässerungsanlage              | Haupt- bzw. Schützenwehr, Sandsteinpfeiler mit zahnstangengeführten Schützen, Gusseisen, 1878, erneuert 1910 | D-4-71-115-87 Wikidata  | weitere Bilder                        |
| Daschendorf Au;Auweg;Frankenwörthweg;In der Au;Itz (Standort)                              | Wiesenbewässerungsanlage              | Abhalteschleuse des westlichen Hauptgrabens mit Hauptgraben und Schützenwehren der Nebengräben, gleichzeitig | D-4-71-115-87 Wikidata  | weitere Bilder                        |
| Daschendorf Itz, Au;Itz (Standort)                                                         | Wiesenbewässerungsanlage              | Abhalteschleuse des östlichen Hauptgrabens mit nördlichem Abschnitt des Hauptgrabens, gleichzeitig           | D-4-71-115-87 Wikidata  | weitere Bilder                        |

### Dorgendorf
| Lage                                                          | Objekt                          | Beschreibung | Akten-Nr.               | Bild                            |
| ------------------------------------------------------------- | ------------------------------- | --- | ----------------------- | ------------------------------- |
| Am Baunacher Weg; ca. 400 m östlich vor dem Ort (Standort)    | Steinkreuz                      | Sandstein, auf Halbkreisbogen, wohl 17. Jahrhundert                                                                                        | D-4-71-115-65 Wikidata  | Steinkreuz                      |
| Forstweg 1 (Standort)                                         | Ehemaliger Herrensitz           | Zweigeschossiger Mansardwalmdachbau, massiv und verputzt, um 1800                                                                          | D-4-71-115-61 Wikidata  | weitere Bilder                  |
| Forstweg 1 (Standort)                                         | Hofeinfahrt                     | Zwei Sandsteinpfosten mit Aufsatz, barock                                                                                                  | D-4-71-115-61 zugehörig | weitere Bilder                  |
| Nähe Kirchweg (Standort)                                      | Filialkirche Heiliges Herz Jesu | Stattlicher Saalbau mit Schweifgiebel und Satteldach, Sakristeianbau, Fassadenturm mit Zwiebelhaube, neubarock, 1923–1926; mit Ausstattung | D-4-71-115-60 Wikidata  | Filialkirche Heiliges Herz Jesu |
| Selenfeld; am Baunacher Weg, ca. 300 m vor dem Ort (Standort) | Kruzifix                        | Sandstein, um 1900 | D-4-71-115-64           | Kruzifix                        |
| Talstraße 23 (Standort)                                       | Bauernhaus                      | Giebelständiger Halbwalmdachbau, Obergeschoss und Giebel Fachwerk, zweite Hälfte 18. Jahrhundert                                           | D-4-71-115-63 Wikidata  | weitere Bilder                  |
| Talstraße 23 (Standort)                                       | Remise                          | Sandsteinquader und Fachwerk, Satteldach, 18. Jahrhundert                                                                                  | D-4-71-115-63 zugehörig | weitere Bilder                  |

### Godeldorf
| Lage                                                              | Objekt                   | Beschreibung                                                                                 | Akten-Nr.              | Bild                  |
| ----------------------------------------------------------------- | ------------------------ | -------------------------------------------------------------------------------------------- | ---------------------- | --------------------- |
| Godeldorf 3 (Standort)                                            | Steinkreuz mit Feldaltar | Sandstein, bezeichnet mit „1860“                                                             | D-4-71-115-88 Wikidata | weitere Bilder        |
| Nähe Godeldorf (Standort)                                         | Kapelle                  | Dreiseitig geschlossen, Krüppelwalmdach mit Giebelreiter, gotisierend, 1912; mit Ausstattung | D-4-71-115-66 Wikidata | weitere Bilder        |
| Wilder Grund; zwei Kilometer nordwestlich von Godelhof (Standort) | Ehemalige Stiefenburg    | Reste der 1551 zerstörten Burg, zwei terrassenartig übereinander gelegene Mauerzüge          | D-4-71-115-67 Wikidata | Ehemalige Stiefenburg |

### Leucherhof
| Lage                                                     | Objekt                  | Beschreibung                                                                  | Akten-Nr.              | Bild           |
| -------------------------------------------------------- | ----------------------- | ----------------------------------------------------------------------------- | ---------------------- | -------------- |
| Baunach; Bodenmeisterer; Der Reckendorfer Weg (Standort) | Brücke über die Baunach | Sandsteinquader, 1710                                                         | D-4-71-115-69 Wikidata | weitere Bilder |
| Hausleite; südlich vor dem Weiler (Standort)             | Kruzifix                | Sandstein, bezeichnet mit „1863“                                              | D-4-71-115-70          | BW             |
| Leucherhof 1 (Standort)                                  | Einfahrt                | Mit drei mächtigen, monolithen Sandsteinpfeilern, wohl Anfang 19. Jahrhundert | D-4-71-115-68 Wikidata | BW             |

### Priegendorf
| Lage                                                                                              | Objekt                            | Beschreibung | Akten-Nr.              | Bild                              |
| ------------------------------------------------------------------------------------------------- | --------------------------------- | --- | ---------------------- | --------------------------------- |
| Breites Feld; an der Straße nach Kirchlauter, ca. einen Kilometer westlich vor dem Ort (Standort) | Kruzifix                          | Sandstein, bezeichnet mit „1862“ und „1898“ | D-4-71-115-76 Wikidata | BW                                |
| Geracher Weg 3 (Standort)                                                                         | Bauernhaus                        | Zweigeschossiger Satteldachbau auf hohem Kellersockel, verputzt, Obergeschoss Fachwerk, erste Hälfte 19. Jahrhundert                                            | D-4-71-115-72 Wikidata | weitere Bilder                    |
| Nähe Sankt-Anna-Straße (Standort)                                                                 | Ziehbrunnen                       | Gusseisen, Ende 19. Jahrhundert | D-4-71-115-74 Wikidata | Ziehbrunnen                       |
| Nähe Sankt-Anna-Straße; Sankt-Anna-Straße (Standort)                                              | Kellergasse                       | Mit 28 Felsenkellern, Ende 18. Jahrhundert bis Anfang 20. Jahrhundert                                                                                           | D-4-71-115-84 Wikidata | weitere Bilder                    |
| Sankt-Anna-Straße 2 (Standort)                                                                    | Katholische Filialkirche St. Anna | Saalbau mit Satteldach, eingezogener Chor dreiseitig geschlossen, Sakristeianbau, Fassadenturm mit Zeltdach, Sandsteinquader, neugotisch, 1898; mit Ausstattung | D-4-71-115-71 Wikidata | Katholische Filialkirche St. Anna |
| Sankt-Anna-Straße 15 (Standort)                                                                   | Ehemaliges Schulhaus              | Zweigeschossiger, traufständiger Satteldachbau, massiv und verputzt, mit Freitreppe, bezeichnet mit „1895“                                                      | D-4-71-115-81 Wikidata | Ehemaliges Schulhaus              |

### Reckenneusig
| Lage                                                                   | Objekt                                     | Beschreibung                                                                                     | Akten-Nr.               | Bild                                       |
| ---------------------------------------------------------------------- | ------------------------------------------ | ------------------------------------------------------------------------------------------------ | ----------------------- | ------------------------------------------ |
| Austraße 5; Austraße 7 (Standort)                                      | Bauernhaus                                 | Eingeschossiger, giebelständiger Satteldachbau, verputzt/Fachwerk, zweite Hälfte 17. Jahrhundert | D-4-71-115-78 Wikidata  | Bauernhaus                                 |
| Berggasse 6 (Standort)                                                 | Katholische Filialkirche Rosenkranzkönigin | 1960er Jahre; mit alter Ausstattung                                                              | D-4-71-115-77 Wikidata  | Katholische Filialkirche Rosenkranzkönigin |
| Der Dörlesleitenweg; Dörlesleite; am nördlichen Ortsausgang (Standort) | Kruzifix                                   | Sandstein, um 1875                                                                               | D-4-71-115-80 Wikidata  | Kruzifix                                   |
| Eberner Straße 7 (Standort)                                            | Ehemaliges Pfarrhaus                       | Eingeschossiger Satteldachbau, Sandsteinquader, Mitte 19. Jahrhundert                            | D-4-71-115-79 Wikidata  | weitere Bilder                             |
| Eberner Straße 7 (Standort)                                            | Ziehbrunnen                                | 19. Jahrhundert                                                                                  | D-4-71-115-79 zugehörig | weitere Bilder                             |

## Ehemalige Baudenkmäler
| Lage                    | Objekt                      | Beschreibung                        | Akten-Nr.              | Bild |
| ----------------------- | --------------------------- | ----------------------------------- | ---------------------- | ---- |
| Baunach Magdalenenweg 2 | Bauernhaus mit Scheune      | Fachwerk, 18. Jahrhundert           | D-4-71-115-20 Wikidata | BW   |
| Baunach Marktplatz 11   | Gartentor mit Segmentgiebel | Bezeichnet „1825“; gegenüber Nr. 12 | D-4-71-115-43 Wikidata | BW   |